# Xu Fuguan
Xu Fuguan (chinois: 徐复观 / 徐復觀 xú fùguān), né en 1902 ou 1903, mort en  avril 1982, est un philosophe chinois. Son travail porte notamment sur le nouveau confucianisme.

## Biographie
Né en 1902 ou 1903 dans une famille d'agriculteurs du Hubei (Chine). Il poursuit des études universitaires puis commence une carrière d'instituteur jusqu'en 1926. Il prend ensuite différents postes dans l'armée, puis se consacre à la politique, avec des postes auprès de Tchang Kaï-chek jusqu'en 1946. Il se consacre ensuite à « l'étude des livres » (édition, articles scientifiques), en se fixant sur l'île de Taïwan. 
Entre 1955 et 1969, il donne des cours de philosophie chinoise à l'Université Donghai. Il enseigne ensuite à l'Institut de recherche Nouvelle Asie de Hong Kong jusqu'en 1982

## Œuvre et philosophie
Son ouvrage Zhongguo yishu jingshen, publié en 1966, traite de l'esthétique chinoise.